# Manyeo Yu-hui
Manyeo Yu-hui (hangeul: 마녀유희, lett. La strega Yu-hui; titolo internazionale Witch Yoo-hee, conosciuto anche come Witch Amusement o A Witch in Love) è una serie televisiva sudcoreana trasmessa su SBS dal 21 marzo al 10 maggio 2007.

## Trama
Ma Yu-hui, amministratrice delegata di una fiorente azienda pubblicitaria e figlia unica del proprietario di una grande società, non riesce a relazionarsi con il prossimo a causa della sua personalità scontrosa, che le ha valso il soprannome di "strega" sul luogo di lavoro. Un giorno, Yu-hui rimane coinvolta in un incidente stradale con Chae Moo-ryong, ex-studente di medicina diventato aspirante cuoco: questi, non avendo i mezzi per ripagare il danno, accetta di lavorare per lei come portiere per un mese, diventando anche il suo consulente in amore. Grazie a lui, la donna attira l'attenzione del suo primo amore, il cardiologo Yoo Joon-ha, e del talentuoso chef Johnny Kruger. Tuttavia, lei e Moo-ryong sviluppano dei sentimenti l'uno per l'altra, nonostante egli stia frequentando Nam Seung-mi, manager del ristorante dove è impiegato.

## Personaggi
- Ma Yu-hui, interpretata da Han Ga-in e Park Bo-young (da giovane)
- Chae Moo-ryong, interpretato da Jae Hee
- Yoo Joon-ha, interpretato da Kim Jeong-hoon
- Johnny Kruger, interpretato da Dennis Oh
- Nam Seung-mi, interpretata da Jeon Hye-bin
- Chae Byung-seo, interpretato da Ahn Suk-hwan
- Madre di Moo-rong, interpretata da Song Ok-sook
- Lee Tim-chang, interpretato da Sung Dong-il
- Han Sae-ra, interpretata da Hwang Ji-hyun
- Ma Yoon-hoon, interpretato da Byun Hee-bong
- Chae Song-hwa, interpretato da Jo Kye-hyung
- Ragazza di Song-hwa, interpretata da Choi Eun-joo
- Alison, interpretata da Jennifer Bae

## Ascolti
| Episodio | Data di trasmissione | Dati TNSM           | Dati TNSM                  |
| Episodio | Data di trasmissione | A livello nazionale | Area metropolitana di Seul |
| -------- | -------------------- | ------------------- | -------------------------- |
| 1        | 21 marzo 2007        | 13%                 | 14,1%                      |
| 2        | 22 marzo 2007        | 16,3%               | 17,3%                      |
| 3        | 28 marzo 2007        | 15,5%               | 17%                        |
| 4        | 29 marzo 2007        | 17,5%               | 19,3%                      |
| 5        | 4 aprile 2007        | 15,3%               | 16,4%                      |
| 6        | 5 aprile 2007        | 15,5%               | 16,4%                      |
| 7        | 11 aprile 2007       | 12,7%               | 12,9%                      |
| 8        | 12 aprile 2007       | 15,5%               | 16,7%                      |
| 9        | 18 aprile 2007       | 13,4%               | 14,8%                      |
| 10       | 19 aprile 2007       | 13,2%               | 14,1%                      |
| 11       | 25 aprile 2007       | 12,3%               | 13,2%                      |
| 12       | 26 aprile 2007       | 13,4%               | 14,3%                      |
| 13       | 2 maggio 2007        | 12,2%               | 13,4%                      |
| 14       | 3 maggio 2007        | 10,3%               | 10,9%                      |
| 15       | 9 maggio 2007        | 12%                 | 13%                        |
| 16       | 10 maggio 2007       | 12,4%               | 13%                        |
| Media    | Media                | 13,8%               | 14,8%                      |

## Colonna sonora
1. A Game of Destiny (운명의 장난) – MC Jinri feat. HaHa
2. If – Jun Hye-bin
3. What I Want to Say Is... (그게 말이죠) – Tree Bicycle
4. Day By Day – Jo Gwan-woo
5. My Love Come to Me (Ver. 1) (사랑아 내게 오기만 해 (Ver. 1)) – Ashily
6. Destiny – Lee Sung-wook
7. Love is Difficult (사랑은 어려워) – Park Chae-won
8. Memories – Kim Yoo-kyung
9. Okay (그래) – Na Chang-hyun
10. My Love Come to Me (Ver. 2) (사랑아 내게 오기만 해 (Ver. 2)) – Ashily
11. Just Like Destiny (Inst.)
12. Run and Run (Inst.)
13. 사랑을 몰라 (Inst.)
14. 사랑이 힘들 때 (Inst.)
15. 요리 Cook (Inst.)
16. 左충右돌 (Inst.)
17. Love Lesson (Inst.)
18. 굳세어라 행진곡 (Inst.)
19. Destiny Adagio (Inst.)

## Distribuzioni internazionali
| Paese     | Canale/i                    | Prima TV                         | Titolo adottato             |
| --------- | --------------------------- | -------------------------------- | --------------------------- |
| Taiwan    | Videoland Drama Desk        | 2 luglio-3 agosto 2007           | 魔女遊戲 (La strega Yu-hui) |
| Hong Kong | Cable Entertainment Channel | 27 dicembre 2007-25 gennaio 2008 | 魔女遊戲 (La strega Yu-hui) |
| Filippine | GMA Network                 | 19 maggio 2008-?                 | Witch Yoo Hee               |